# Hot Bot
Hot Bot es una película clasificada como comedia romántica de ciencia ficción, futurista, estrenada el 1 de marzo del 2016, simultáneamente en Alemania, en Brasil, en Canadá, en España, en Estados Unidos, en Portugal y en el Reino Unido, dirigida por Michael Polish, escrita por él mismo y su hermano Mark Polish (véase los hermanos Polish), protagonizada por Cynthia Kirchner, Zack Pearlman y Doug Haley y filmada en Salt Lake City, Utah, Estados Unidos. Su historia es la de dos adolescentes tímidos que por accidente se encuentran con un robot con forma humana, de nombre Bardot, una supermodelo que había sido creada en un laboratorio para satisfacer los deseos sexuales de un senador estadounidense.